# Miura-Halbinsel
Die Miura-Halbinsel (japanisch 三浦半島 Miura-hantō) ist eine Halbinsel in der Präfektur Kanagawa in Japan.
Sie liegt südlich von Yokohama und Tokio und trennt die Bucht von Tokio im Osten von der Sagami-Bucht im Westen. Zu den Gemeinden und Städten auf der Halbinsel gehören Yokosuka, Miura, Hayama, Zushi und Kamakura.
Der in den Samuraistand erhobene englische Navigator William Adams, der auch Miura Anjin (Navigator von Miura) genannt wurde, erhielt auf der Halbinsel ein Lehen.
Im Nihonshoki aus dem achten Jahrhundert findet sich für den Bezirk Miura die Schreibweise 御浦[郡] in der Bedeutung ‚ehrwürdige Bucht‘, statt dem späteren 三浦 ‚drei Buchten‘.